# Haakon Lorentzen
Haakon Lorentzen (sinh ngày 23 tháng 08 năm 1954) là con trai của doanh nhân Na Uy Erling Sven Lorentzen (thuộc nhà Lorentzen) và mẹ là Ragnhild, Phu nhân Lorentzen, là chị gái của vua Harald V của Na Uy và Astrid, Phu nhân Ferner.
Lorentzen là cháu lớn nhất của vua Olav V của Na Uy, và được sinh ra khi ông cố ngoại của ông, Vua Haakon VII của Na Uy vẫn còn sống.
Lorentzen phục vụ trong quân đội Na Uy và sống ở Na Uy trong những năm 1980.
Ông là một doanh nhân ở Brazil, giám đốc của Grupo Lorentzen, accionists của Aracruz Celulose.
Tại Rio de Janeiro, ngày 14 tháng 04 năm 1982, Lorentzen kết hôn Martha Carvalho de Freitas (sinh tại Rio de Janeiro, ngày 05 tháng 04 năm 1958).
Con cái của họ gồm có:
- Olav Alexander Lorentzen (sinh Rio de Janeiro, ngày 11 tháng 07 1985).
- Christian Frederik Lorentzen (sinh Rio de Janeiro, 23 tháng 05 năm 1988).
- Sophia Anne Lorentzen (sinh Rio de Janeiro, 28 tháng 06 năm 1994).

Trong khi con của ông có mặt trong dòng kế vị ngai vàng nước của Anh, trong khi đó Lorentzen lại không nằm trong danh sách kế vị, do cuộc hôn nhân với một người Công giáo La Mã.

## Liên kết
- Lorentzen Family